# Bellimbusti in tour
I Bellimbusti in tour 2010 è un album live di Elio e le Storie Tese pubblicato nel 2010.

## Storia
(Elio, concerto a Napoli del 15 marzo 2010)
I brani vennero registrati durante diversi concerti del loro primo omonimo tour 2010 e distribuiti gratuitamente sul loro sito ufficiale agli iscritti del Fave Club tramite download digitale.
Per sponsorizzare il loro disco Gattini, una raccolta dei loro successi ri-registrati in chiave orchestrale per celebrare i 20 anni di carriera dall'uscita del loro primo album Elio Samaga Hukapan Kariyana Turu (uscito nel 1989), gli Elio e le Storie Tese intrapresero un tour teatrale.
Durante i concerti, Elio e gli altri si presentarono indossando abiti orientali e ironizzando sui viaggi in India compiuti da gruppi come i Beatles per risolvere le cosiddette "crisi spirituali". Gli stessi membri del gruppo affermarono di essere entrati in crisi poiché non avevano ancora avuto una crisi spirituale «come tutti gli altri grandi gruppi»; così, per risolvere la crisi, andarono in India e tornarono cambiati. E, sempre nella finzione dello spettacolo, dichiararono che il loro successo era dovuto a Mangoni e che non reagiranno alle provocazioni del pubblico in virtù di questo cambiamento.

## Tracce (lista standard)
1. Intro Mangoni
2. Out in the Daylight
3. Lo stato A, lo stato B
4. Milza
5. Servi della gleba
6. Storia di un bellimbusto
7. Tristezza
8. Gimmi I.
9. Alfieri
10. Plafone
11. Parco Sempione
12. Supergiovane
13. Passacaglia dell'elicotterino
14. Cara ti amo
15. Perdo anche l'ultimo dente e cerco di riavvitarlo
16. Bis
17. Il rock and roll
18. Tapparella